# 지크프리트선

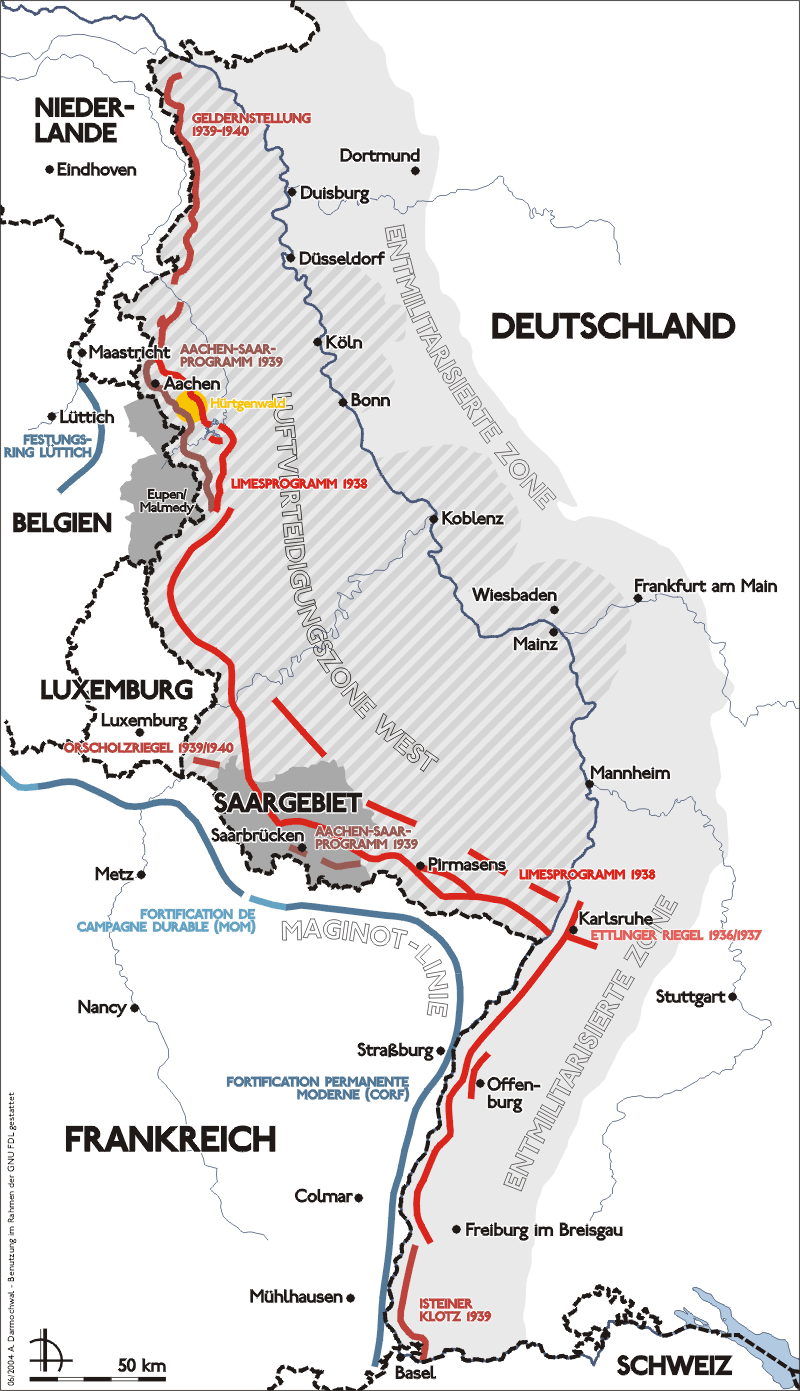
지크프리트 선의 지도.

지크프리트선(독일어: Siegfriedstellung 지크프리츠텔룽[*])은 원래 제1차 세계 대전 기간 1916년부터 1917년까지 독일이 프랑스에 건설한 힌덴부르크 선의 전차 방어 및 요새 방어 지역의 일부를 의미하는 말이였다. 그러나 보통은 1930년대 프랑스에서 지어진 마지노 선과 함께 제2차 세계 대전 기간에 건설된 독일-프랑스 국경의 요새를 의미한다. 독일군은 이 요새를 서부방벽(독일어: Westwall 베스트발[*])이라고 불렀지만, 연합국은 제1차 세계 대전 이후 이 요새의 이름을 다르게 불렀다. 이 문서에서는 일반적으로 쓰이는 지크프리트 선이라는 말을 쓴다.
지크프리트 선은 630km 길이의 요새로 18,000개의 벙커, 터널, 용치로 이루어져 있다. 이 요새는 네덜란드의 국경인 클레베에서 시작하여 옛 독일 제국의 서부 국경을 지나 스위스 국경인 바일 암 르하인까지 이어졌다. 모든 전략적 이유보다도, 아돌프 히틀러는 나치 프로파간다를 위해 1936년 방어선을 계획하고 1938년부터 1940년까지 건설되었다.

## 같이 보기
- 대서양 방벽
- 마지노 선
- 오데르-바르테-보젠 방벽 또는 동부 방벽
- 체코슬로바키아 국경 요새

## 추가 자료
- Kauffmann, J.E. and Jurga, Robert M. Fortress Europe: European Fortifications of World War II, Da Capo Press, 2002. ISBN 0-306-81174-X
- MacDonald, Charles B. (1990 (reissue 1963)). 《The Siegfried Line Campaign》. United States Army in World War II. Washington, D.C: United States Army Center of Military History. CMH Pub 7-7-1. 2010년 6월 15일에 원본 문서에서 보존된 문서. 2013년 11월 16일에 확인함.  - full text